# Ulucak, Yenipazar
Ulucak là một xã thuộc huyện Yenipazar, tỉnh Bilecik, Thổ Nhĩ Kỳ. Dân số thời điểm năm 2011 là 28 người.